# Platynereis nadiae
Platynereis nadiae är en ringmaskart som beskrevs av Abbiati och Laurent A.L. Castelli 1992. Platynereis nadiae ingår i släktet Platynereis och familjen Nereididae. Inga underarter finns listade i Catalogue of Life.